# Vuurneon
Vuurneons zijn vreedzame scholenvissen die het uitstekend doen in een gezelschapsaquarium. Ze vallen op door hun fluorescerend rode streep. Een school vuurneons is dan ook een prachtig gezicht, vooral tegen het groen van een mooi aangeplante bak. Vuurneons behoren tot de familie van de karperzalmen en zijn afkomstig uit de rivier de Essequibo in Guyana.

## Lengte
Tot ongeveer 4 centimeter.

## Geslachtsonderscheid
De vrouwtjes zijn gevulder en de man heeft witte punten aan de vinnen.

## Aquariumeisen
De vuurneon kan al gehouden worden in een aquarium van 60 centimeter (54-63 liter). De vuurneon heeft een oplichtende oranje streep op zijn flanken, die het best uitkomt als het water niet te licht is. Dit kan bereikt worden door een donkere bodembedekking en veel planten. De vuurneon houdt zich overwegend in de middelste waterlaag op.

## Karakter
De vuurneon is een vreedzaam visje. Hij is sociaal naar soortgenoten en naar andere aquariumbewoners. Het is een scholenvis, dus hij moet in een groep van minimaal vijf exemplaren gehouden worden. Beter is echter minimaal twaalf stuks. Dan voelt dit visje zich veel prettiger, wat we weer terug zullen zien in de kleur. Het is geen druk visje, hoewel hij wel graag en veel zwemt. Van nature komen ze voor in warm en schemerig zoet water met ruime begroeiing. Dit water is vrij zacht en een beetje zuur. Ze eten wormen, kreeftjes en kleine insecten maar ook planten. Vuurneons hebben een manier om elkaar te waarschuwen als er een roofvis in de buurt is. Ze slaan dan een paar keer achter elkaar snel hun vinnen uit en trekken ze weer in. Daardoor weten de andere vuurneons dat er gevaar dreigt en bovendien houdt het de roofvis op afstand.

## Waterwaardes
- Temperatuur: 24° - 28°
- Ph: 7 – 7,5
- Gh: 5 - 8

## Voeding
Dit visje eet alles. Zowel droogvoer, als plantaardig en levend voer worden zonder probleem opgenomen. Wel heeft hij een voorkeur voor rode muggenlarven.
1. ↑  (en) Vuurneon op de IUCN Red List of Threatened Species.